# Mariatorget (metropolitana di Stoccolma)
Mariatorget è una stazione della metropolitana di Stoccolma.
È situata nella circoscrizione di Södermalm, nei dintorni dell'omonima piazza.
Sorge sul percorso della linea rossa, fra le stazioni Slussen e Zinkensdamm.

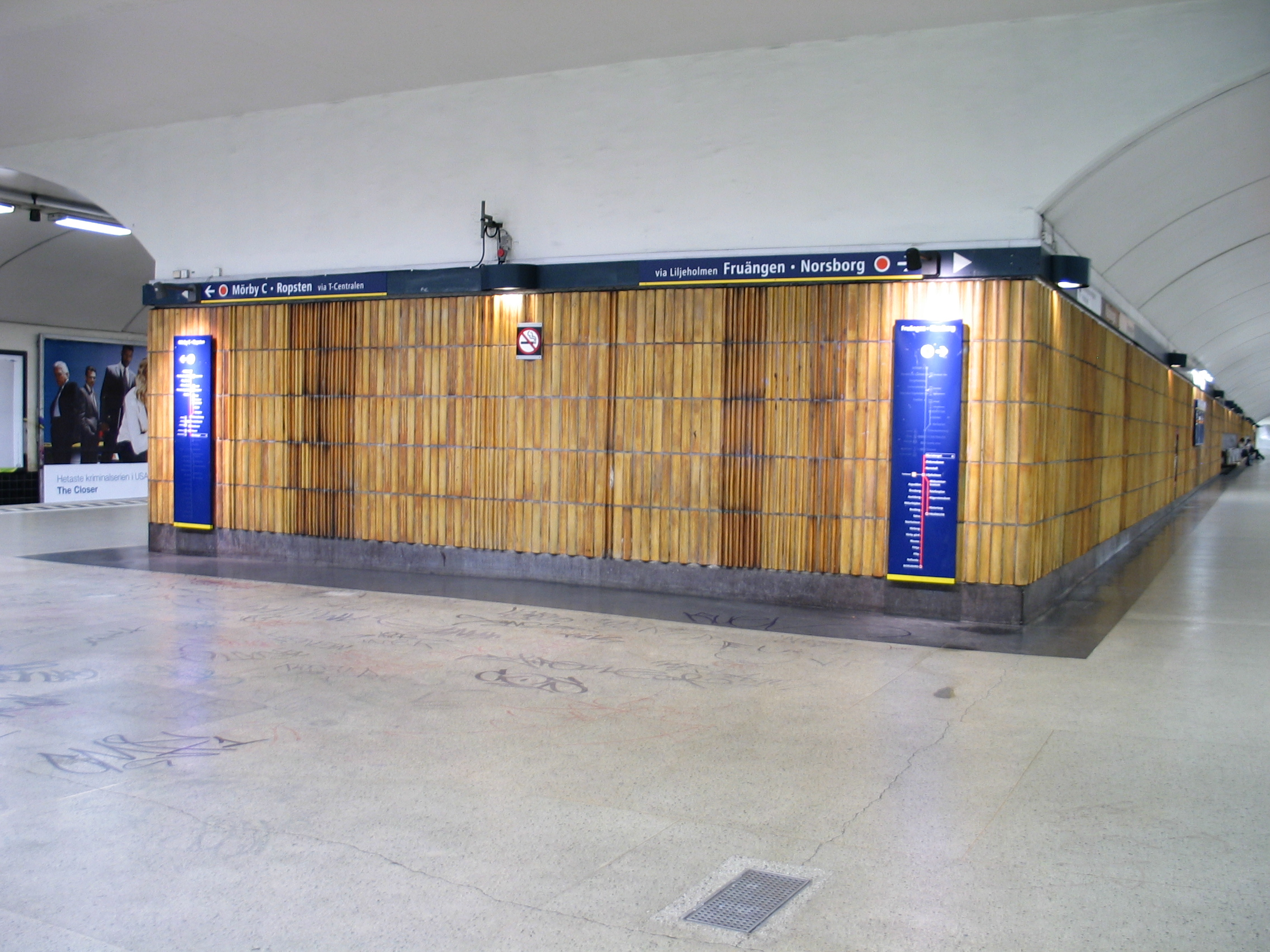
Uno scorcio dell'interno.

Mariatorget fu inaugurata il 4 aprile 1964, stesso giorno in cui fu inaugurato il primo settore della linea rossa. Nella notte del 18 marzo 2008 furono scoperti residui di esplosivo nel tunnel che separa Mariatorget da Slussen, determinando la chiusura della tratta per alcune ore.
La piattaforma, collocata ad una profondità di 20 metri sotto il livello del suolo, è accessibile dai due ingressi ubicati presso i viali Swedenborgsgatan e Torkel Knutssonsgatan.
La stazione fu progettata dagli architetti Olov Blomkvist e Berndt Alfreds. Tra le decorazioni presenti al suo interno c'è anche la scultura Människa och pelare, opera di Asmund Arle che nel corso del tempo è stata rubata più volte.
L'utilizzo medio quotidiano durante un normale giorno feriale è pari a 16.900 persone circa. A 5 minuti a piedi su Swedenborgsgatan sorge la stazione ferroviaria di Stockholms Sodra sulle ferrovie suburbane pendeltag.

## Tempi di percorrenza
| Linea | Capolinea     | Tempo  | Stazione                                                  | Tempo                         |
| T13   | Ropsten       | 14 min | Liljeholmen Slussen Gamla stan T-Centralen Östermalmstorg | 5 min 2 min 4 min 6 min 8 min |
| T13   | Norsborg      | 31 min | Liljeholmen Slussen Gamla stan T-Centralen Östermalmstorg | 5 min 2 min 4 min 6 min 8 min |
| T14   | Fruängen      | 13 min | Liljeholmen Slussen Gamla stan T-Centralen Östermalmstorg | 5 min 2 min 4 min 6 min 8 min |
| T14   | Mörby centrum | 21 min | Liljeholmen Slussen Gamla stan T-Centralen Östermalmstorg | 5 min 2 min 4 min 6 min 8 min |